# Steven Cisar
Steven Cisar (9 de septiembre de 1986) es un deportista estadounidense que compitió en ciclismo en la modalidad de BMX. Ganó una medalla de plata en el Campeonato Mundial de Ciclismo BMX de 2008, en la carrera masculina.

## Palmarés internacional
| Campeonato Mundial | Campeonato Mundial | Campeonato Mundial | Campeonato Mundial |
| Año                | Lugar              | Medalla            | Competición        |
| ------------------ | ------------------ | ------------------ | ------------------ |
| 2008               | Taiyuan (China)    | Medalla de plata   | Carrera            |